# Doridunculus echinulatus
Doridunculus echinulatus är en snäckart som beskrevs av Georg Ossian Sars 1878. Doridunculus echinulatus ingår i släktet Doridunculus och familjen Onchidorididae. Arten är reproducerande i Sverige. Inga underarter finns listade i Catalogue of Life.